# Staroegyptská představa člověka
Staroegyptská představa člověka byla taková, že lidská osobnost je složena z pěti částí: ka, ba, ach, jména (ren) a stínu (šut).

## Ka
Ka představovalo životní sílu, která odlišovala živého od mrtvého a bylo původně vyjádřením pro boha stvořitele. 
Po smrti člověka opouštělo tělo a po provedení obřadu otevírání úst se usídlilo v mumii nebo soše zemřelého, která se nacházela v serdabu. Ke své výživě potřebovalo obětiny ve formě jídla. Ty měl nosit dědic po zemřelém a dávat je na obětní stůl nacházející se v obětní kapli.
V pozdější době byl zaměstnáván „služebník ka“. Byl to kněz, který pokládal obětiny v hrobce a prováděl zádušní rituály. Byl vyplácen majitelem hrobky a dědicem z vyhrazené části půdy. Později byl na stěny hrobky vytesáván seznam obětin s formulí hetep-di-nisut. Tato formule se dá přeložit jako „přízeň, kterou dává král“. Znamenala, že obětiny pro zemřelého byly dávány z královy dobroty.
Ka bylo zobrazováno jako člověk se zdviženými pažemi nebo jako pár zdvižených paží. Božské ka sídlilo v sochách bohů a kultovních zvířatech.

## Ba

Ba

Ba bylo duchovní tělo zemřelého (duše), které se s ním po smrti opakovaně spojovalo. Obsahovalo v sobě netělesnou část člověka, která ho dělá jedinečným. Ba tak odpovídá přibližně našemu pojetí osobnosti. 
Ve Střední říši vznikla představa Dne soudu, kdy byl zemřelý souzen za své činy za života. Jeho činy byly váženy a pokud byl zemřelý shledán nevinným, mohl splynout se svým ba a vstoupit do Usirova království. Pokud byl vinen, Amemait (smíšené mytické zvíře u vah) sežrala jeho srdce a jeho majitel ztratil naději na věčný život.
Ba bylo zobrazováno jako pták s lidskou hlavou a sloužilo k odkazování na fyzickou podobu určitého boha.

## Ach

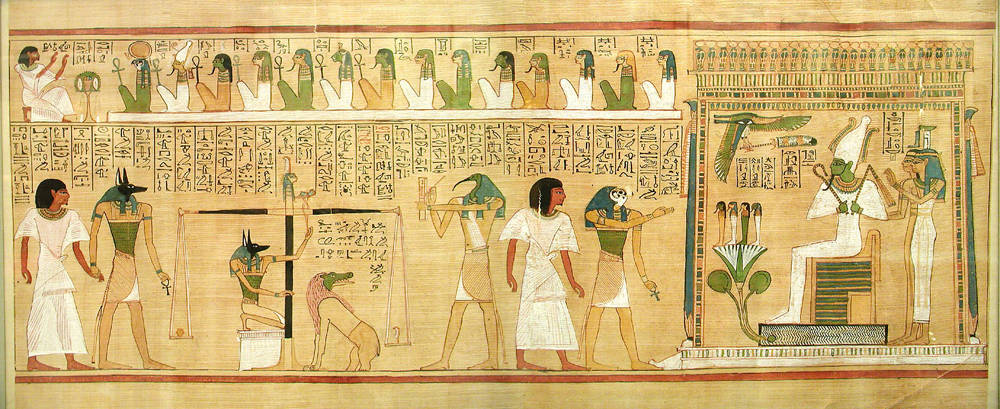
Vážení srdce zemřelého. Z Huneferovy Knihy mrtvých

Ach byl duch, který mohl přecházet mezi světem živých a mrtvých, který mohl ovlivnit. Vznikl spojením ba a ka.

## Ren
Jméno zemřelého představovalo skutečnou podstatu zemřelého. Zapisovalo se na sochy nebo obinadla mumie.

## Stínový obraz těla (šut)
Stínový obraz těla symbolizoval přítomnost boha v těle a pocházel od boha.

## Tělo zemřelého

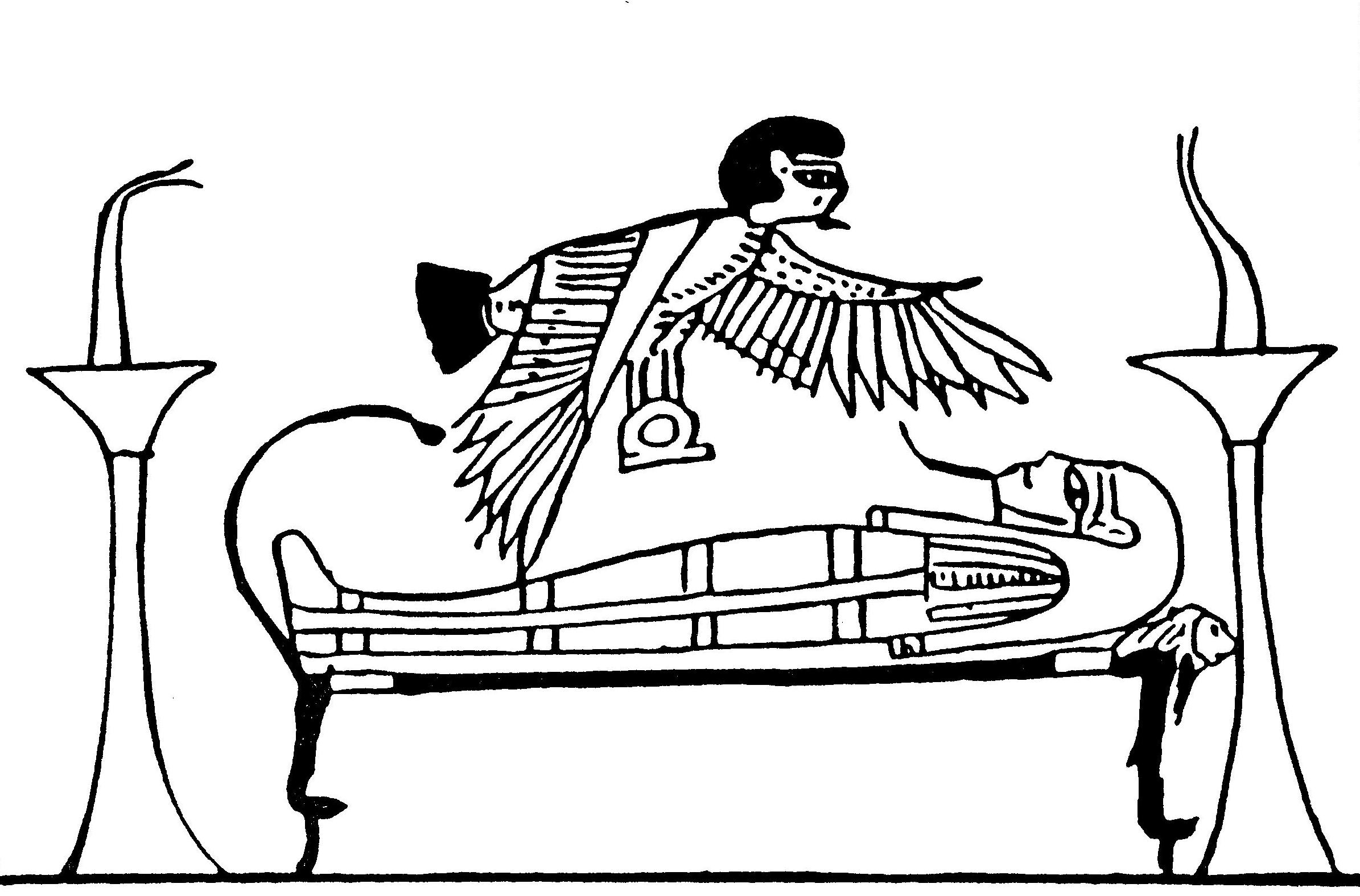
Ba vznášející se nad tělem zemřelého

Pro vstup do Usirova království bylo také důležité zachovat tělo zemřelého. Bylo spojnicí mezi pozemskou existencí a zemřelým, který ho mohl využívat k přijímání potravy a tekutin prostřednictvím ka.
Protože mohlo dojít k jeho zničení, bylo mumifikováno a později byly do hrobu přidávány sochy zemřelého.